# Districte de Peshawar
El districte de Peshawar (پشاور Peshaawar) és una divisió administrativa del Pakistan amb capital a Peshawar (پشاور Peshaawar) amb una superfície de 1.257 km², i una població de 2.019.118; administrativament la forma un sol tehsil (Peshawar).

## Història
Quan el territori fou colonitzat pels aris, es diu que hi governava un príncep de la raça lunar, Gandhak, que hauria donat nom al país de Gandhara (o Gandhaka nom sànscrit de la vall); la seva capital era a Peukelas (o Pushkalavati), una ciutat populosa del poble dels assakenoi;
Estrabó i Ptolemeu esmenten als habitants com gandares (gandarae); fou capturada per Hefestió de Pel·la, el general i amic d'Alexandre el Gran després de la mort del cap local Astes. Pushkalavati ha estat identificada amb la moderna Hashtnagar o Charsadda, a la riba esquerra del riu Swat on encara queden algunes ruïnes. El 303 aC Seleuc I Nicàtor va cedir la regió amb les valls de Kabul i Peshawar al rei Chandagrupta. Durant el predomini budista amb Asoka i després (segle iii aC a segle VI dC) Pushkalavati fou famosa com a seu d'una stupa construïda al lloc on Buda va fer una de les seves ofrenes. Hi ha gravats edictes d'Asoka a Manshera i Shahbazgarhi. Després fou conquerida pel regne grec de Bactriana sota Eucratides I (vers 170 aC-145 aC) i després forma part del regne Indo-Grec (vers 135 a 70 aC) i de l'imperi kushana. Fou en aquesta zona que va florir l'art grecobudista i l'escola mahayana dels budistes.
És esmentada als itineraris de Fa Hian i Hiuen Tsiang (segle v i VII). Quan la va visitar el primer, el budisme era la religió dominant. Sung Yung que va visitar Peshawar el 520 esmenta que el rei heftalita de Gandhara estava en guerra contra el rei de Kabul. Al temps de la visita de Hiuen Tsiang vers 630, Gandhara depenia de Kabul i el budisme estava en decadència; la capital de Gandhara ja s'havia traslladat a Parashawara o Peshawar.
Al segle VII la població encara era índia segons les evidències epigràfiques i la zona de Peshawar, Hashtnagar i la plana després anomenada de Ysusufzai estava en mans de sobirans indoescites o turcs; llavors foren succeïts pels anomenats hindushàhides de Kabul o Ohind; abans del segle viii van arribar els afganesos o paixtus i el territori va fluctuar entre els regnes hindús de l'est i els regnes afganesos, en aquest temps encara no convertits a l'islam; els paixtus es van establir al sud del riu Kabul amb ajut dels ghakkars de la regió d'Hazara però els hindús o hinduitzats continuaven retenint Peshawar i les planes de Hashtnagar i Yusafzai.
El 978 Jaipal, raja hindushàhida de Lahore, va avançar des de Peshawar per atacar a Abu Mansur Sebuktegin, governador turc de Khorasan pels prínceps samànides però es va retirar després d'acordar la pau; nou anys més tard Jaipal fou derrotat i Sebuktegin va prendre possessió de Peshawar on va deixar una guarnició de deu mil cavallers; a la seva mort el 997, i després d'un breu regant del fill Ismail, l'altre fill Mahmud, cap de l'exèrcit, va agafar el poder i la dependència nominal envers els samànides va desaparèixer; va agafar el títol equivalent al de sultà el 999. Mahmud va lluitar a la vall de Peshawar (1006) i va convertir als habitants a l'islam; després va lluitar contra Anand Pal (fill de Jaipal) el darrer campió hindú al que va derrotar a la plana de Chach a Rawalpindi i el va fer fugir cap a Caixmir. Després d'això Peshawar va esdevenir la seva base principal per posteriors invasions; Anand Pal encara va poder organitzar una resistència i sembla que fou ell el que es va enfrontar a Mahmud a Bhattinda a la vora de l'Indus on va ser derrotat per darrera vegada. Durant un segle i mig va restar província de l'imperi gaznèvida i quan aquest imperi es va estendre a Lahore, Peshawar fou una estació d'importància estratègica entre Gazni i Lahore. La part al nord de Peshawar fou assolada i despoblada i es diu que només hi vivien tigres i rinoceronts.
El primer establiment de tribus afganeses a la vall central es va produir al segle xii a través d'una branca de paixtus anomenats dilazaks. La dinastia gúrida sota Ghiyath al-Din Muhammad (Shams al-Din Muhammad 1163-1203) va ocupar Gazni el 1173 i Peshawar el 1181; a la mort del sultà Muizz al-Din Muhammad (Shihab al-Din Muhammad 1203-1206) els governadors provincials van declarar la seva independència i van convertir a l'Indus en els seus límits occidentals, de manera que Peshawar en va quedar fora. Els paixtus de les muntanyes Khaibar van conservar la independència i Peshawar mateix va quedar en mans del dilazaks. El 1221 es van sotmetre als mongols de Genguis Kan sobirania que va continuar nominalment dos segles.
Els dilazaks es van aliar als shalmanis (tadjiks feudataris del príncep de Swat) i van conservar el control de Peshawar. Al final del segle xv els paixtus khakhai sorgits d'un cos actiu en temps de Tamerlà i que havien servit al seu descendent Ulugh Beg, foren expulsats per aquest de Kabul i van emigrar cap a Peshawar dividits en tres clans, els yusufzais, els gigianis i els muliammadzai, i van ser autoritzats pels dilazaks a establir-se al territori part del qual estava buit. Aviat els nous vinguts es van enfrontar als seus hostes i els van expulsar cap al districte d'Hazara; llavors el gigianis es van establir a la fèrtil terra de la confluència entre el Swat i el Kabul; els muhammadzais van ocupar Hashtnagar; i els yusafzais es van quedar amb la plana al nord que encara porta el seu nom. El territori ha restat així fins a temps moderns; les tribus van romandre independents.
El 1519 el mogol Baber, que havia utilitzat el pas de Khaibar en incursions prèvies, es va aliar als injuriats caps dilazaks i va dominar a les tribus paixtús. Però els dilazaks es van fer independents i poc abans de la mort de Baber el 1530 van gosar a destruir la fortalesa timúrida a Peshawar. Durant el conflicte entre Humayun i Sher Shah Suri i els seus successors (1540-1555) hi va haver diverses alternatives. El 1553 Humayun tenia el control, després de derrotar el seu germà Mirza Kamran, que tenia el suport de les tribus ghorai khel (khallis, daudzai i mohmands) i va reconstruir la fortalesa de Peshawar; quan Humayun va retornar a l'Hindustan el 1555 els ghorai khel es van aliar als khakhai khel i units van derrotar els dilazaks i els van expulsar a l'altre costat de l'Indus, i es van repartir la vall entre ells. Després, ja amb Akbar al tron, Peshawar fou part de l'Imperi Mogol i va continuar en mans de les esmentades tribus paixtus i altres, ja que els dilazaks havien estat eliminats i no es van recuperar. Els khallis (branca dels mohmands) es van establir al sud-oest; els daudzai al nord, la resta de mohmands a les muntanyes; els khakhai khel (gigianis i muhammadzai) a l'est a Hashtnagar; i els yusufzai i mandanrs, mardans i swabis a la muntanya adjunta oriental.
Durant els regnats de Jahangir, Shah Jahan i Aurangzeb la vall de Peshawar fou lleial a l'imperi, però finalment sota Aurangzeb es va produir una rebel·lió que va deslliurar als paixtus de la supremacia mogol. Els mandanrs foren expulsats de les muntanyes pels yusufzai i concentrats a l'est; més tard foren expulsats els yusufzais.
El 1738 el districte va caure en mans de Nadir Shah. Després del 1747 la regió va passar a Ahmad Shah Durrani i per un temps Peshawar fou seu de la cort afganesa. A la mort de Timur Shah Durrani el 1793 Peshawar no va quedar pas fora de la desorganització que va afectar el regne i progressivament els sikhs van avançar per la zona i el 1818 van saquejar el territori. El 1823 Azim Khan va fer un darrer intent contra els sikhs i va sortir de Kabul contra Peshawar però fou derrotat per Ranjit Singh i el districte va quedar en mans dels sikhs que no obstant no en van prendre possessió i es van limitar a cobrar tribut, el pagament del qual es van assegurar amb expedicions quan calia. Finalment, després d'alguna revolta i complots, Peshawar fou reocupada el 1834 pels sikhs, i el general Avitabile fou nomenat governador de la plana, cobrant tribut també a les zones de muntanya.
El 1848 els britànics van ocupar la vall i al començar el 1849 el Panjab (del que Peshawar formà part) fou annexionat com a província britànica. El 1857 els regiments natius de Peshawar van mostrar signes de rebel·lia i van haver de ser desarmats (maig) però el 55 d'infanteria nativa de Naushahra i Hoti Mardan es va revoltar; una força fou enviada contra els rebels i va marxar per les muntanyes Swat; el general Nicholson va derrotar aviat als rebels i els va causar 120 morts i 150 presoners i la resta es va dispersar i amagar, sent molts capturats i morts o penjats. Aquesta sagnant repressió va impedir altres rebel·lions a la zona.
Peshawar com a districte creat el 1849 dins la divisió de Peshawar, governada un comissionat dependent del tinent governador del Panjab (la divisió la formaven els districtes de Peshawar, Hazara i Kothat); el govern corresponia a un comissionat de districte. El districte tenia el 1881 una superfície de 6.485 km² i una població de 592.674 habitants.
El 1902 el comissionat de Peshawar va quedar suprimit i substituït per la Província de la Frontera del Nord-oest amb dues divisions sota comissionats: la divisió de Dera Ismail Khan i la de Peshawar. Dins d'aquesta romania el districte de Peshawar. Tal com va quedar constituït el 1902 tenia 6.762 km². Estava habitat per tribus independents com els clans utmanzai dels Bunerwals, els utman khel, burhan khel, halimzai, tarakzai mohmands, mullagori, malikaln, aka khel afridis, afridis del pas, jowakis, khattaks. El territori era muntanyòs amb els pasos Mora, Shakot i Malakand al nord (cap a Swat) i el hindu kush al nord-oest fins al pas de Khyber, al sud del qual el pas de Kohat; en aquest part les altura màximes eren el Cherat i el Ghaibana Sir (de 1.592 metres)
El districte tenia 7 ciutats i 793 pobles. La població era:
- 1881: 599.452 (lleugers reajustaments de població)
- 1891: 711.795
- 1901: 788.707

Les ciutats principals eren Peshawar (capital), Naushahra, Charsadda, Tangi i Mardan. El 92% eren musulmans i els hindús poc més del 4%; la resta eren sikhs (2%) i altres (2%). La llengua habitual és el paixtu.
Administrativament estava format per dues subdivisions i cinc tahsils:
- Divisió de Yusufzai (capital Mardan)
  - Mardan
  - Swabi
- Buner (capital Peshawar):
  - Peshawar
  - Charsadda
  - Naushahra

Més de la meitat de la població del districte eren afganesos paixtus. La tribu principal a Naushara eren el khattaks. Les tribus no paixtus eren considerades hindkis, destacant els awans (111.000) i ja molt lluny els gujars, baghbans i altres menors. El tehsil de Peshawar tenia una superfície de 1.168 km² i una població de 248.060 habitants el 1901, amb capital a Peshawar (95.147 habitants) i amb 259 pobles.
El 1976 la divisió de Peshawar es va dividir en tres divisions: Hazara, Kohat i Peshawar (cada divisió formada perquè havia estat un dels tres districtes de la divisió original). L'antic tehsil de Peshawar va conformar en endavant el nou districte de Peshawar.